# Blackbox

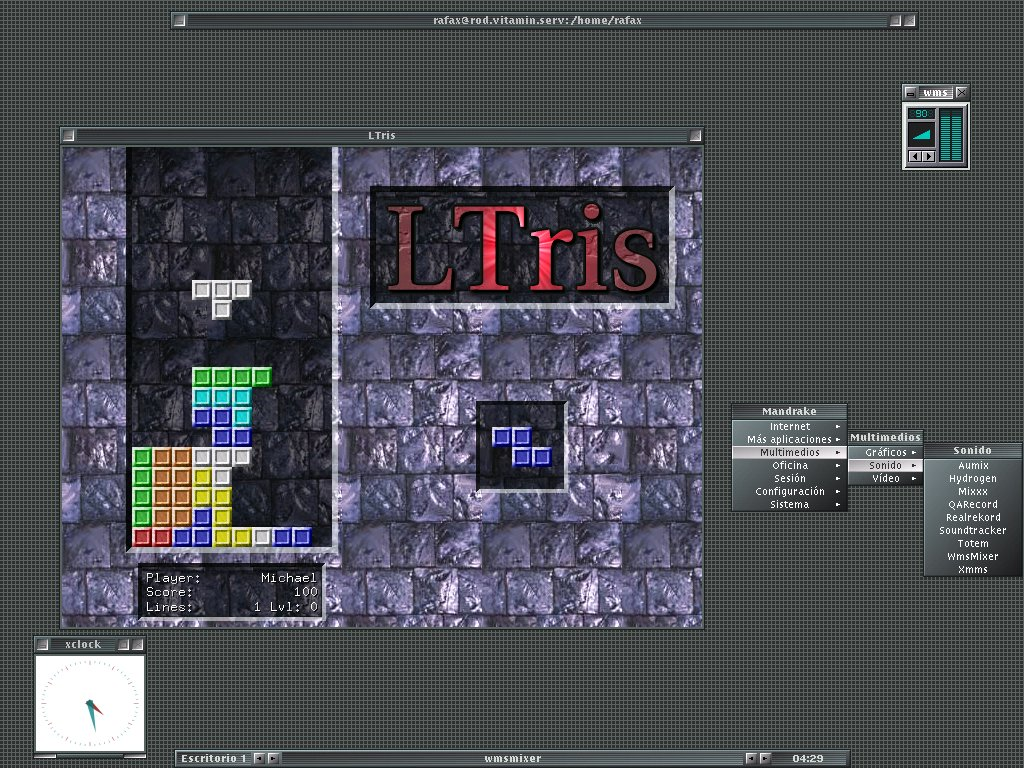
Przykładowy wygląd Blackboxa

Blackbox – menedżer okien dla graficznego interfejsu użytkownika X Window System. Jest to typowy minimalistyczny menedżer okien, popularny ze względu na dużą szybkość działania i „lekkość” środowiska.
Ze względu na swoje małe rozmiary niektóre funkcje, które często są standardowe w innych menedżerach tu muszą być wykonane za pomocą dodatkowych programów. Do takich funkcji należą skróty klawiszowe oraz zarządzanie menu czy wystroje okien, które nie mogą być zmieniane za pomocą wbudowanych narzędzi, ale za pomocą edytora tekstu. Jednakże istnieje kilka graficznych programów wykonujących te zadania.
Twórcą Blackboksa jest Brad Hughes, który udostępnił go na licencji MIT.
Projekty menedżerów okien opartych na Blackboksie:
- Fluxbox
- Openbox

## Zamienniki powłoki systemowejWindowsa
- BB4Win
- bblean
- xoblite